# Sonata para piano n.° 14 (Schubert)

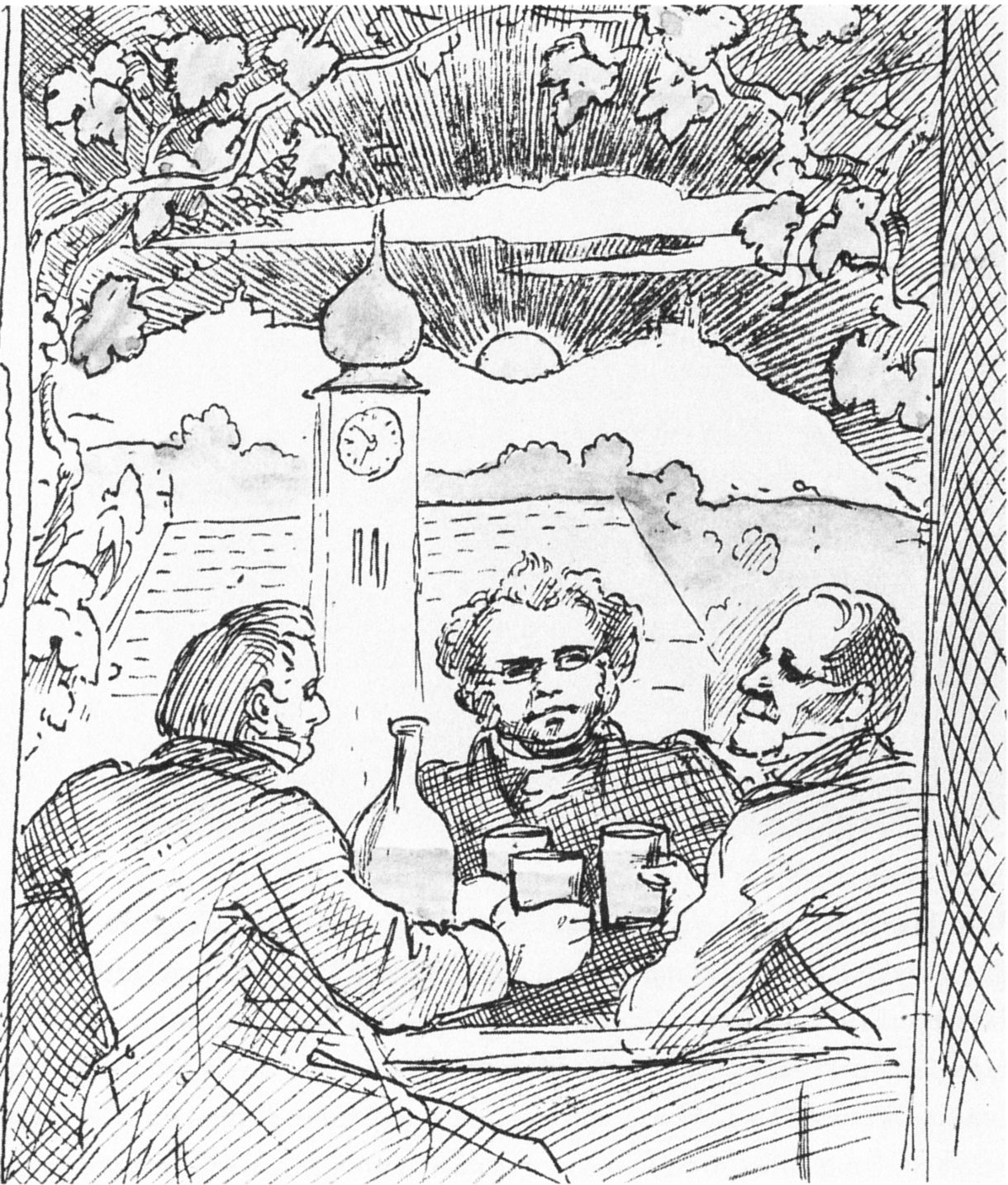
Schubert y dos amigos

La Sonata para piano en la menor, D 784 compuesta en febrero de 1823, es la decimocuarta sonata de Franz Schubert.

## Presentación
Esta enigmática obra ocupa un lugar aislado en el corpus de las veintiuna sonatas para piano de Schubert, porque la anterior, la sonata n.º 13 en la mayor, D. 664, data del verano de 1819 y ninguna otra sonata verá la luz. antes de la primavera de 1825.
La menor es sin embargo una tonalidad que Schubert ya había elegido en 1817 para su sonata D. 537, y será utilizada por tercera y última vez en la sonata n.º 16, D. 845 de 1825.
Como la mayoría de sus hermanas, la sonata D. 784 no se publicará durante la vida de Schubert (solo tres de ellas lo serán). No fue hasta 1839, más de diez años después de la muerte de su autor, cuando el editor Anton Diabelli la publicó, con una dedicatoria a Felix Mendelssohn, bajo el número opus 143 y el nombre de Grande Sonate. Este título comercial es engañoso porque en realidad es una obra bastante concisa, que comprende solo tres de los cuatro movimientos de la sonata tradicional, siendo la estructura general la de un concierto con un movimiento lento enmarcado por dos movimientos rápidos. También fue la última vez que Schubert escribió una sonata para piano en tres movimientos, ya que en las siguientes siete incluyó un scherzo o un minueto en tercera posición.
Así como la sonata n.º 13 en la mayor de 1819 refleja un momento feliz en la corta vida de Schubert, esta sonata introspectiva se eleva como un susurro angustioso ante el primer embate de la sífilis, enfermedad venérea que comenzó a manifestarse a fines de 1822, y que nunca dejó de atormentar al compositor hasta su muerte en 1828. Todo el año de 1823 estuvo marcado por las recaídas, y Schubert, que entonces tenía 26 años, se dio cuenta de que su salud estaba gravemente afectada para siempre.
La obra está, pues, atravesada por una profunda angustia, sobre todo en sus dos movimientos extremos, angustia apenas contrarrestada por el breve Andante central. Puede considerarse en este sentido como la primera gran página pianística de madurez de Schubert, con la famosa Fantasía Wanderer en do mayor compuesta apenas tres meses antes.

## Estructura
Los tres movimientos de la sonata son los siguientes :
1. Allegro giusto ( 4/4 )
2. Andante ( 2/2 )
3. Allegro perenne ( 3/4 )

Su ejecución dura unos veinte minutos.

## Análisis musical

### 1. Allegro giusto
El comienzo de la sonata evoca el tono de una balada romántica: la música, emergiendo del silencio en un susurro, bañada en una luz pálida. Este clima turbulento también recuerda la introducción de piano tembloroso en la balada dramática Der Zwerg, una de las grandes obras maestras de Schubert para voz y piano, compuesta al mismo tiempo, en la misma tonalidad de la menor. Un tema de ocho compases, presentado al unísono en un ritmo regular y monótono, sube y baja dos veces en las profundidades del teclado. El hilo conductor de este movimiento es el acorde rítmico blanca - corchea presentada desnuda en el noveno compás, que lleva en germen ese sentimiento de marcha implacable del viajero que nunca regresa a su hogar: el motivo del vagabundo (wanderer), tan omnipresente en la obra de Schubert.
Un trémolo de bajo amenazante trae de vuelta el primer tema fortissimo, puntuado por estallidos de ritmos punteados. La vehemencia de este pasaje le da a la obra un alcance casi orquestal. El movimiento entonces parece comenzar a pisotear: cuatro compases idénticos formados exclusivamente por el acorde de blanca - corchea se suceden, monótonos y embriagadores, antes de una transición brusca y severa sobre solemnes trémolos en octava.
La música, hasta ahora árida y desolada, casi mineral, da paso entonces a un segundo tema en mi mayor ricamente armonizado, en total oposición expresiva. Al mismo tiempo reconfortante, relajante y secreto, es una de las grandes inspiraciones de Schubert. Su ritmo, siempre monótono y regular (dos blancas seguidas de cuatro negras), lo acerca claramente al tema inicial. Sin embargo, a diferencia de este último, tiende a buscar la luz elevándose hacia el registro alto del piano. Unas armonizaciones al final de la exposición matizan su apacible serenidad, como los ecos lejanos de una secreta angustia, antes de que la música se apague en un silencio pesado y lleno de suspenso que da paso a la reanudación de esta primera parte.
El desarrollo, que comienza en fa mayor (tono del segundo movimiento), da protagonismo al acorde rítmico blanca - corchea, así como a los estallidos de ritmos con puntillo, en un espectacular estallido de violencia. La música se calma con el regreso a la mano izquierda del segundo tema, todavía en fa mayor, mientras que la mano derecha continúa los ritmos punteados, ahora transformados en delicadas guirnaldas, antes de desvanecerse una vez más. Una medida de silencio precede al regreso del tema inicial.
Fiel a los cánones de la forma sonata, Schubert retoma toda la primera parte, aunque con sutiles matices, en particular la formulación rítmica del segundo tema, presentado esta vez en la mayor, ligeramente modificado con la introducción de tresillos de negras. Una breve coda ocupa abundantemente la inquietante célula rítmica y el movimiento termina en pianissimo en la mayor, en una paz frágil y duramente ganada.
La importancia capital de los silencios en este movimiento es un elemento nuevo en la obra pianística de Schubert, que se hará cada vez más perceptible en sus composiciones posteriores para piano.

### 2. Andante
El breve movimiento lento está planteado en tres partes A - B - A. Después de la tensión omnipresente del allegro precedente, el primer tema, un coral sencillo y luminoso en fa mayor, puntuado por una fórmula rítmica discreta enunciada ppp, aporta un verdadero elemento de relajación a la sonata. Esta pequeña fórmula rítmica se vuelve insistente y amenazante y conduce directamente a la parte B, tormentosa y moduladora, con sus vehementes tresillos barriendo el teclado. Vuelve la calma y vuelve el coral, acompañado de tresillos en los agudos de fondo.
La coda vuelve a poner en primer plano la pequeña fórmula rítmica y después el movimiento se desvanece en una repetición final y pacífica del coral.

### 3. Allegro vivace
La tonalidad de la menor regresa en el finale. Este movimiento, a menudo entendido como un Rondó, podría ser de hecho más bien una forma de sonata.
El primer tema, en rápidos tresillos, es un movimiento perpetuo a dos voces, que se detiene abruptamente al llegar a la sexta napolitana (si bemol, compás 29, cadencia hasta el compás 31). Sigue una transición (binaria) que conduce al segundo tema, compás.51, en fa mayor, también binario. Este segundo tema lírico juega un papel capital en la forma del movimiento: la tonalidad de fa mayor no se corresponde con la forma clásica (lo que traería o la dominante (mi) o la de 3r. grado (do)) pero recuerda el segundo movimiento de la sonata. Sigue una recapitulación, íntegramente escrita, del primer tema (compás. 80), que esta vez modula hacia mi menor (compás. 111) y luego a do mayor: el segundo tema se introduce así por segunda vez, esta vez según las reglas (compás. 131).
Sigue un desarrollo, que comienza en el compás 160. Después de un comienzo fortissimo (que recuerda la llamada napolitana del compás 29), éste borda un motivo "blanca-negra" del 2.º tema acompañado por los tresillos del primero (compás 183). La dinámica general del desarrollo sigue siendo el pianissimo, hasta la repetición, compás 199.
La repetición reorganiza el material de la exposición: la transición de los compases 31 a 51 se coloca después del segundo tema (esta vez en la mayor), compás 253. El segundo tema también está en la mayor, lo que confirma el planteamiento en forma sonata.
Es interesante notar algunos detalles sobre la dinámica y la articulación del segundo tema. :
- En exposición (fa mayor), los arcos de conexión son largos (dos compases) en prácticamente todo el tema. La dinámica es pianissimo, con un crescendo desde el compás 59.
- En la recapitulación (do mayor), los arcos de conexión son cortos (un compás) excepto por ciertos motivos (131-132, 135-136, 141-144), la dinámica es piano.
- Durante la repetición (la mayor) los arcos de conexión son cortos (un compás) en todas partes excepto en los compases 229-230, 237-238, 245-246). La dinámica vuelve a ser pianissimo.

A medida que avanza la sonata, el carácter de este tema se vuelve cada vez más "cortado", tenue. La coda (desde el compás 253) fortissimo es aún más prominente.
La conclusión de la sonata, en octavas, luego acordes menores en el bajo extremo, es sumamente virtuosa. Si bien la obra de Schubert suele estar marcada por la resignación ante la tragedia, se podría ver aquí, dado el contexto de la composición (anuncio de la enfermedad), uno de los únicos momentos de verdadera rebeldía del compositor.

## Selección discográfica
- Alfred Brendel : Brendel spielt Schubert, Decca Elocuencia
- Alfred Brendel : Schubert 1822-1828, Philips
- Radu Lupu : Schubert : Sonatas para piano D. 959, D. 784 y D. 157, CD, Decca, 1991
- Radu Lupu, Recital de piano, Schubert D784, Brahms, Decca, 1971